# Ronald Plasterk

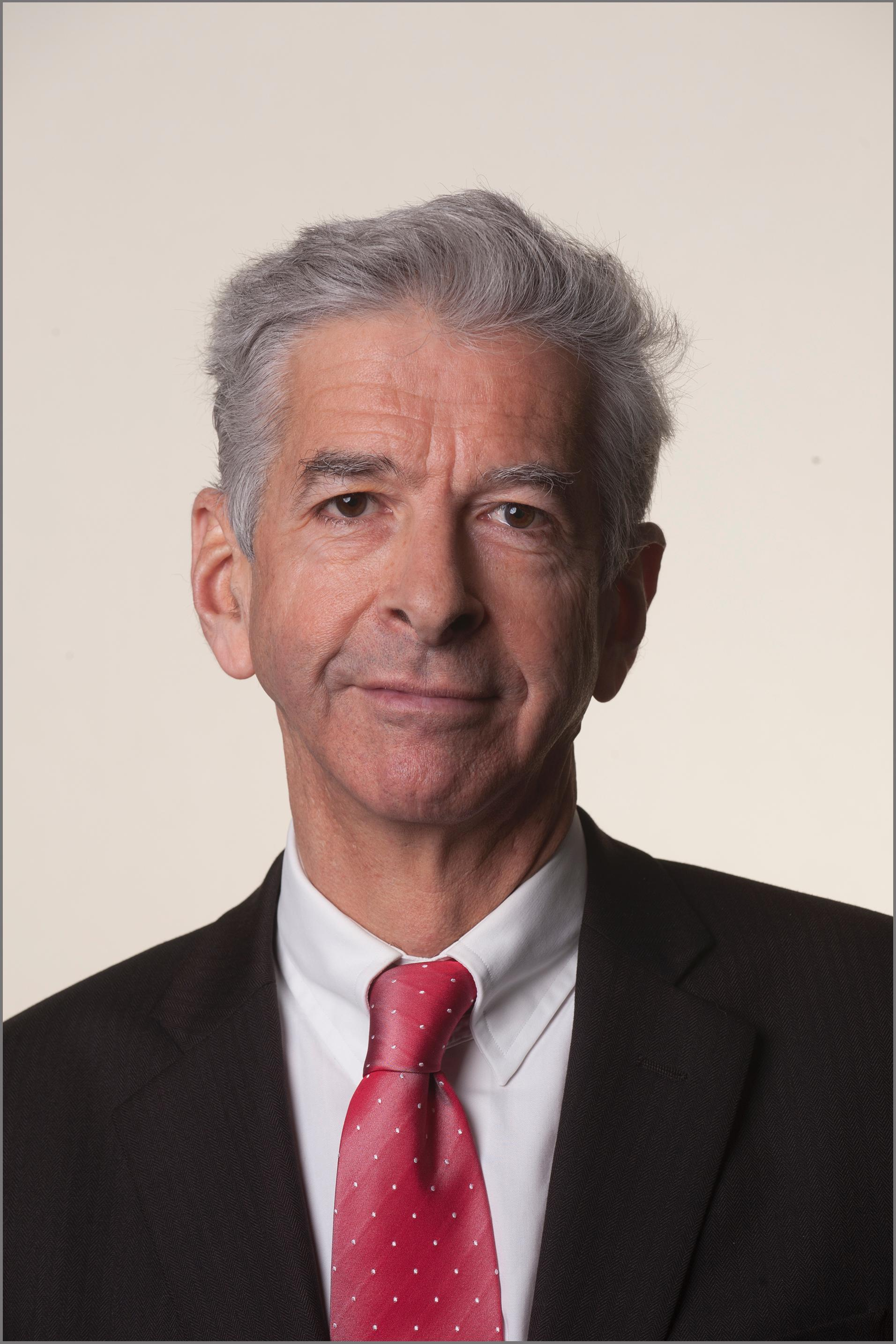
Ronald Plasterk, 2012

Ronald Hans Anton Plasterk (* La Haya, 1957 -  ) es un científico, catedrático y político holandés, Ministro del Interior y Relaciones del Reino.

## Biografía
Nacido en La Haya, el 12 de abril de 1957. Es miembro del Partido del Trabajo (PvdA). Es ministro del Interior y Relaciones del Reino desde el 5 de noviembre de 2012, en el II Gabinete de Mark Rutte. Fue Ministro de Educación, Cultura y Ciencia del 22 de febrero de 2007 hasta el 23 de febrero de 2010 en el IV gabinete de Jan Peter Balkenende. Se desempeñó como miembro de la Cámara de Diputados del 17 de junio de 2010 hasta el 5 de noviembre de 2012. 
Plasterk es un muy citado científico, exitoso profesor y ganador del Premio de Genética Molecular. Desde 1995 también es autor y columnista de varias publicaciones nacionales.